# NIDD
NIDD（Non-IP Data Delivery）
、非IPデータ配信はインターネット・プロトコルを用いない技術である。

## 概要
主に5GLTEのLPWAでの通信で利用されるNIDDは、IPアドレスを不要にすることで、ネットワーク・セキュリティの向上、低消費電力のデータ通信、広範囲に分散するIoTデバイスの管理などが可能になる。

## 歴史
2018年9月、ソフトバンクが世界で初めて商用環境のNIDDよるNB-IoT（英語: Narrowband IoT）の接続試験に成功している。